# Rastislav Špirko
Rastislav Špirko (* 21. Juni 1984 in Vrútky, Tschechoslowakei) ist ein slowakischer Eishockeyspieler, der seit Oktober 2015 beim HC Kometa Brno in der tschechischen Extraliga unter Vertrag steht.     

## Karriere
Rastislav Špirko begann seine Karriere als Eishockeyspieler beim MHC Martin, für dessen Profimannschaft er in der Saison 2002/03 sein Debüt in der slowakischen Extraliga gab. In seinem Rookiejahr erzielte er in insgesamt 54 Spielen 24 Scorerpunkte, davon elf Tore. Anschließend ging der Flügelspieler nach Nordamerika, wo er zunächst ein Jahr lang für Tri-City Storm in der Juniorenliga United States Hockey League spielte. Daraufhin besuchte er zwei Jahre lang die University of North Dakota, für deren Eishockeymannschaft er parallel am Spielbetrieb der National Collegiate Athletic Association teilnahm. Mit seiner Universitätsmannschaft gewann er dabei 2006 die Meisterschaft der Western Collegiate Hockey Association. Zur Saison 2006/07 kehrte er schließlich zum MHC Martin in die slowakische Extraliga zurück.
Zur Saison 2007/08 wechselte Špirko zum HC Slovan Ústečtí Lvi aus der tschechischen Extraliga. Mit dem Vorjahresaufsteiger musste er den direkten Wiederabstieg in die zweitklassige 1. Liga hinnehmen. In dieser verbrachte er auch einen Großteil der Saison 2008/09, ehe er sich kurz vor Ende der Spielzeit dem Extraliga-Teilnehmer HC Pardubice anschloss. Mit dem HC Pardubice wurde er in der Saison 2009/10 Tschechischer Meister. Er selbst wurde zum Spieler der Extraliga, der sich auf und neben dem Eis durch vorbildliches Verhalten und Fairness ausgezeichnet hatte, gewählt.
Zur Saison 2011/12 wurde Špirko vom HC Lev Poprad aus der Kontinentalen Hockey-Liga verpflichtet. Die folgende Saison verbrachte er bei Awtomobilist Jekaterinburg und absolvierte knapp 60 KHL-Partien für den Verein, ehe er im Mai 2013 zum HK Spartak Moskau wechselte.

### International
Für die Slowakei nahm Špirko an der U18-Junioren-Weltmeisterschaft 2002 sowie den U20-Junioren-Weltmeisterschaften 2003 und 2004 teil. 

## Erfolge und Auszeichnungen
- 2006 Broadmoor-Trophy-Gewinn mit der University of North Dakota
- 2010 Tschechischer Meister mit dem HC Pardubice
- 2010 Extraliga Most Sportsmanlike Player

## Statistik
(Stand: Ende der Saison 2013/14)